# تحليل البول

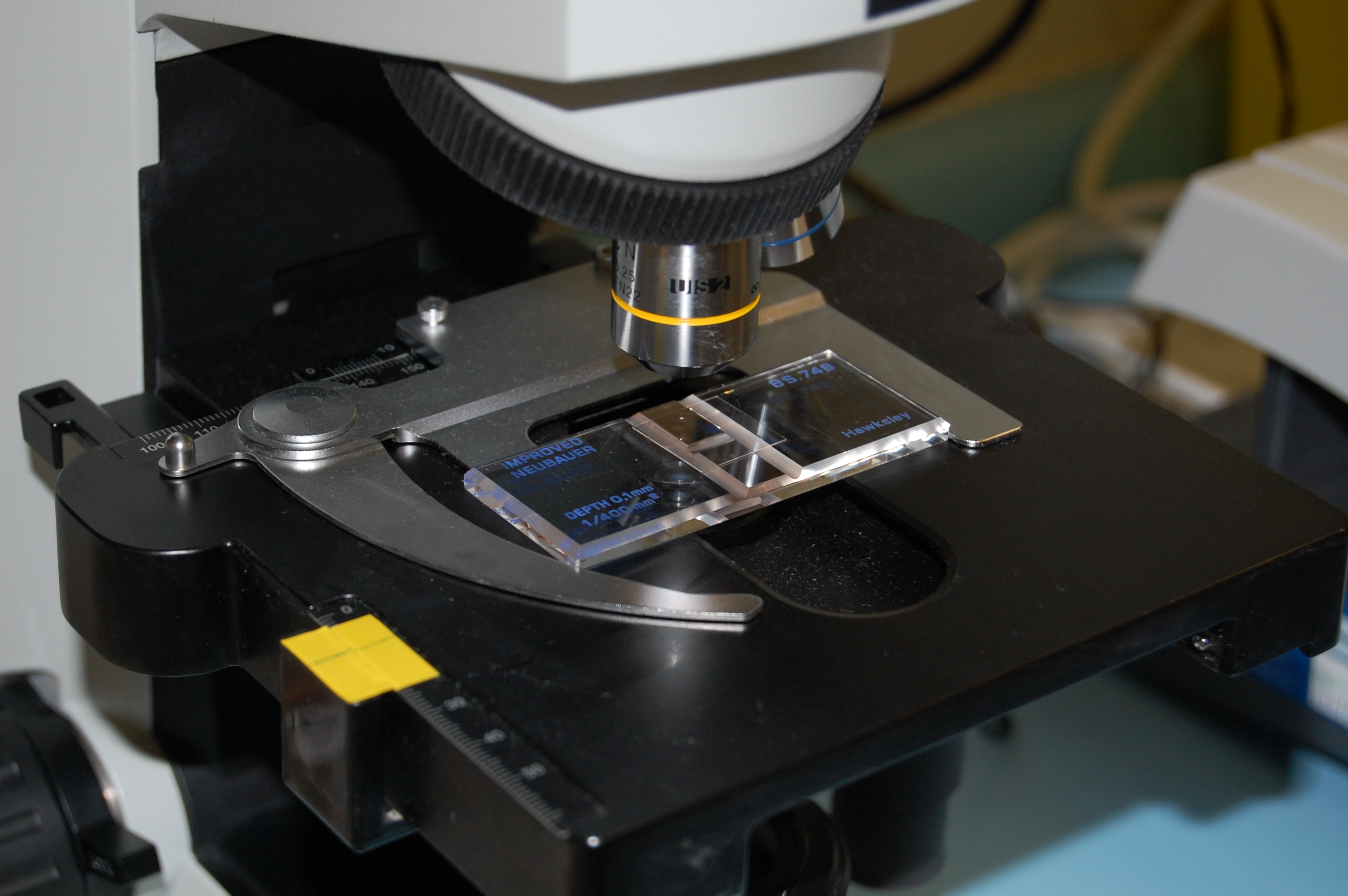
عينة بول معدة للفحص تحت المجهر.

تحليل البول (بالإنجليزية: urinalysis)‏ هو فحص فيزيائي وكيميائي ومجهري للبول. يشمل عددا من الاختبارات لكشف وقياس مختلف المركبات التي توجد في البول. وقد أصبح الفحص معتمدا من قبل الشرطة ومؤسسات رياضية للكشف عن تعاطي السموم والمنشطات.

## التحليل الطبي
تحليل البول يمكن أن يكشف عن الأمراض التي لا تلاحظ في العادة لعدم وجود عوارض واضحة لها، سواء في بدايتها أو خلال تطورها. ومن الأمثلة على ذلك مرض السكري، والأشكال المختلفة من التهاب كبيبات الكلى (بالإنجليزية: glomerulonephritis)‏، والتهابات المسالك البولية المزمنة.
أحد أفضل الفحوص المستخدمة لفحص البول فعالية من حيث التكلفة هو غميسة (بالإنجليزية: dipstick)‏ الورق أو البلاستيك. هذا الفحص الميكروكيميائي، المتاح منذ سنوات عديدة، يعطي تحليلا نوعيا وشبه كمي في غضون دقيقة واحدة من خلال مشاهدة بسيطة ولكنها دقيقة. تغير اللون الحاصل على كل جزء من شريط الغميسة يقارن مع دليل ألوان لمعرفة النتائج. إلا أن أحد أهم عيوب هذه الطريقة هو إهمال الطبيب أو الممرضة الذي قد يؤدي إلى سوء قراءة نتائج اللون.

## التحليل المجهري
تحليل البول المجهري يتطلب مجهرا ضوئيا غير مكلف نسبيا حيث يتم وضع عينة من الراسب الذي يبقى بعد تعريض البول لعملية طرد مركزي حيث يهمل الراشح وتوضع قطرة من الراسب تحت المجهر للكشف عن أي موجودات فيها كالأملاح والبكتريا والطفيليات.

## وصلات خارجية
- الاختبارات الطبية: تحليل البول